# آناتولی آلیابیف
آناتولی آلیابیف (روسی: Анато́лий Никола́евич Аля́бьев؛ زادهٔ ۱۲ دسامبر ۱۹۵۱ – ۱۱ ژانویهٔ ۲۰۲۲) ورزشکار دوگانه اهل روسیه بود.